# Bivacco Rossi e Volante
Das Bivacco Rossi e Volante (eigentlich Bivacco Giorgio Rossi e Cesare Volante) ist eine Biwakschachtel der Sektion UGET Turin des Club Alpino Italiano (CAI), gelegen auf 3750 m s.l.m. Höhe in den Walliser Alpen im Gemeindegebiet von Ayas im Val d’Ayas, einem Seitental des Aostatals.

## Geschichte
Das erste, im Jahr 1961 errichtete Biwak wurde 1995 ersetzt und in Erinnerung an die beiden Bergsteiger Giorgio Rossi und Cesare Volante benannt, die 1963 in Nepal ums Leben kamen.

## Beschreibung
Das Biwak liegt am Seitensporn der Roccia Nera, eines Gipfels im Breithorn-Massiv, und bietet Aussicht auf den Großen Verra-Gletscher (Grande Ghiacciaio di Verra) und das gesamte Val d’Ayas.

## Zugänge
Der Zugang zum Bivacco Rossi e Volante ist von folgenden, ebenfalls im Val d’Ayas liegenden, benachbarten Berghütten möglich:
- Rifugio Ottorino Mezzalama – 3036 m s.l.m.
- Rifugio Guide della Val d’Ayas – 3425 m s.l.m.

Die Hütte kann auch vom Plateau Rosa erreicht werden, indem die Seilbahn von Cervinia benutzt wird.

## Aufstiege
- Schwarzfluh 4075 m
- Pollux 4091 m
- Breithorn-Westgipfel 4165 m
- Breithorn-Mittelgipfel 4160 m
- Breithorn-Ostgipfel 4141 m
- Breithornzwillinge 4106 m

## Überschreitungen
Das Biwak ist der übliche Ausgangspunkt für die Gesamtüberschreitung des im Alpenhauptkamm liegenden Breithorn. Sie führt zuerst auf die Schwarzfluh, dann die Breithornzwillinge, Ost-, Mittel- und Westgipfel. Die Überschreitung ist mit der Schwierigkeit AD klassifiziert.